# Antoine Chevrollier
Antoine Chevrollier, né le 27 février 1982, est un réalisateur et scénariste français.

## Biographie

### Jeunesse et débuts
Antoine Chevrollier grandit à Longué-Jumelles.
Sans aucune formation professionnelle, Antoine Chevrollier déménage à Paris, où il commence à travailler sur des petits films et des clips musicaux en tant qu'assistant réalisateur. Après avoir réalisé un clip pour le groupe Bagdad, il est repéré par Eric Rochant, et se voit confier la réalisation de certaines scènes de la première saison du Bureau des légendes.

### Carrière
Entre 2017 et 2020, Antoine Chevrollier réalise plusieurs épisodes des séries Le Bureau des légendes et Baron noir, toutes deux pour Canal+.
En 2022, il écrit et réalise sa première série, Oussekine, qui revient sur l'affaire Malik Oussekine. La mini-série, diffusée sur Disney+, l'aide à se faire connaître du grand public.
En 2024, Antoine Chevrollier retrouve Sayyid El Alami dans son premier long-métrage intitulé La Pampa, tout comme Artus et Mathieu Demy, déjà croisés sur le plateau du Bureau des légendes. Tourné dans sa ville d'enfance de Longué-Jumelles, ce film évoque l'homophobie et l'exclusion sociale. Le film est projeté à la Semaine de la Critique durant le Festival de Cannes, où il concourt pour son Grand prix, pour la Queer Palm et pour la Caméra d'Or, avant de sortir en salles le 5 février 2025, et de dépasser les 200 000 entrées.

## Filmographie

### Assistant-réalisateur
- 2008 : Un lac de Philippe Grandrieux
- 2009 : Mateo Falcone d'Eric Vuillard
- 2010 : Cellar de Steve Staso
- 2011 : Hasaki Ya Suda de Cédric Ido (court métrage)
- 2011 : Americano de Mathieu Demy
- 2012 : Héritage (Inheritance) de Hiam Abbass
- 2013 : My Sweet Pepper Land de Hiner Saleem
- 2013 : Twaaga de Cédric Ido (court métrage)
- 2014 : Party Girl de Marie Amachoukeli, Claire Burger et Samuel Theis
- 2015 : Malgré la nuit de Philippe Grandrieux

### Réalisateur

#### Clip
- 2014 : Texas Switch pour Bagdad, coréalisé avec Esteban Gonzalez

#### Télévision
- 2016-2018 : Le Bureau des légendes (série télévisée, 14 épisodes)
- 2018-2020 : Baron noir (série télévisée, 8 épisodes)
- 2022 : Oussekine (mini-série, 4 épisodes, également créateur)

#### Longs métrages
- 2024 : La Pampa

### Scénariste
- 2022 : Oussekine
- 2024 : La Pampa

## Distinctions

### Récompenses
- Association des critiques de séries 2022 : Meilleure série de 52 minutes, meilleur scénario pour Oussekine
- Festival du film de Jérusalem 2024 : Mention spéciale dans la compétition premier long métrage pour La Pampa
- Festival de films francophones Cinemania 2024 : Prix Cœur de cœur de la réalisation pour La Pampa
- Festival international du film politique de Carcassonne 2025 : Prix du public et Mention spéciale du jury pour La Pampa
- Festival Premiers Plans d'Angers 2025 : Prix du public et Prix de la diversité pour La Pampa

### Nominations
- Association des critiques de séries 2018 : Meilleure réalisation pour Baron noir
- Association des critiques de séries 2019 : Meilleure réalisation pour Le Bureau des légendes
- Association des critiques de séries 2022 : Meilleure réalisation pour Oussekine
- BAFTA TV Award 2023 : Meilleure série internationale pour Oussekine
- Festival de Cannes 2024 : Grand prix de la Semaine de la critique, Caméra d'Or et Queer Palm pour La Pampa